# Schiffer-Berufskolleg RHEIN
Das Schiffer-Berufskolleg RHEIN in Duisburg ist eine Berufsschule der Sekundarstufe II. Sie bietet den bundesweiten Berufsschulunterricht für die deutsche Binnenschifffahrt an.
Die Schule geht zurück auf eine Schiffer-Berufsschule, die am 18. Januar 1892 in Ruhrort auf Initiative der „Zentralkommission für die Rheinschifffahrt“ eröffnet wurde. Zu jener Zeit waren in einem Umkreis von 10 km um die Ruhrmündung bei Duisburg mehr als 40 % der preußischen Rheinschiffer ansässig.
Am Schiffer-Berufskolleg werden Ausbildungen zum Binnenschiffer, Bootsbauer, Schiffsbauer und zur Fachkraft für Hafenlogistik angeboten. Die Duisburger Einrichtung nimmt am Schulversuch „Selbstständige Schule“ teil. Eine Besonderheit ist der laut Angaben des Deutschlandradio Kultur 2008 in ganz Europa einzige Fahrsimulator für Binnengewässer für Binnengewässer, der im dritten Lehrjahr für Binnenschiffer eingesetzt wird.
In Zusammenarbeit mit dem Walther-Rathenau-Berufskolleg in Duisburg-Hamborn besteht außerdem die Möglichkeit zur Ausbildung zum Staatlich geprüften Betriebswirt der Fachrichtung Logistik.
Während der dreimonatigen Berufsschulzeit pro Ausbildungsjahr im Ausbildungsberuf „Binnenschiffer/in“ werden die aus Deutschland und dem angrenzenden europäischen Ausland angereisten Schiffsjungen und -mädchen, so heißen die Auszubildenden in der Binnenschifffahrt, auf dem „Schulschiff RHEIN“ im Stadthafen von Duisburg-Homberg rund um die Uhr betreut. Das „Schulschiff RHEIN“ ist eine Aus- und Fortbildungseinrichtung des Arbeitgeberverbandes der deutschen Binnenschiffahrt e.V.